# Hottiganahosahalli, Channapatna
Hottiganahosahalli là một làng thuộc tehsil Channapatna, huyện Ramanagara, bang Karnataka, Ấn Độ.